# Torsione dello stomaco
La sindrome della torsione e dilatazione dello stomaco (Gastric Dilatation-Volvulus o GDV in inglese) è una patologia gravissima di interesse chirurgico dei cani.
Il disturbo consiste nella torsione e successiva ostruzione dello stomaco dell'animale. Da ciò deriva un progressivo gonfiore dell'organo fino a portare, se non si interviene tempestivamente,  alla morte dell'animale per lo più per emorragie, crisi cardiache, insufficienza respiratoria, gangrene interne, in particolare alla milza.

## Eziologia
Le cause di tale patologia non sono ancora del tutto note ma sembra chiaro che ne siano potenzialmente soggetti i cani per lo più di taglia grande o medio grande tra cui i mastini, il cane da pastore tedesco, i cani da pastore di altre razze, i retriever, l'alano, e, in linea generale, con un torace stretto.

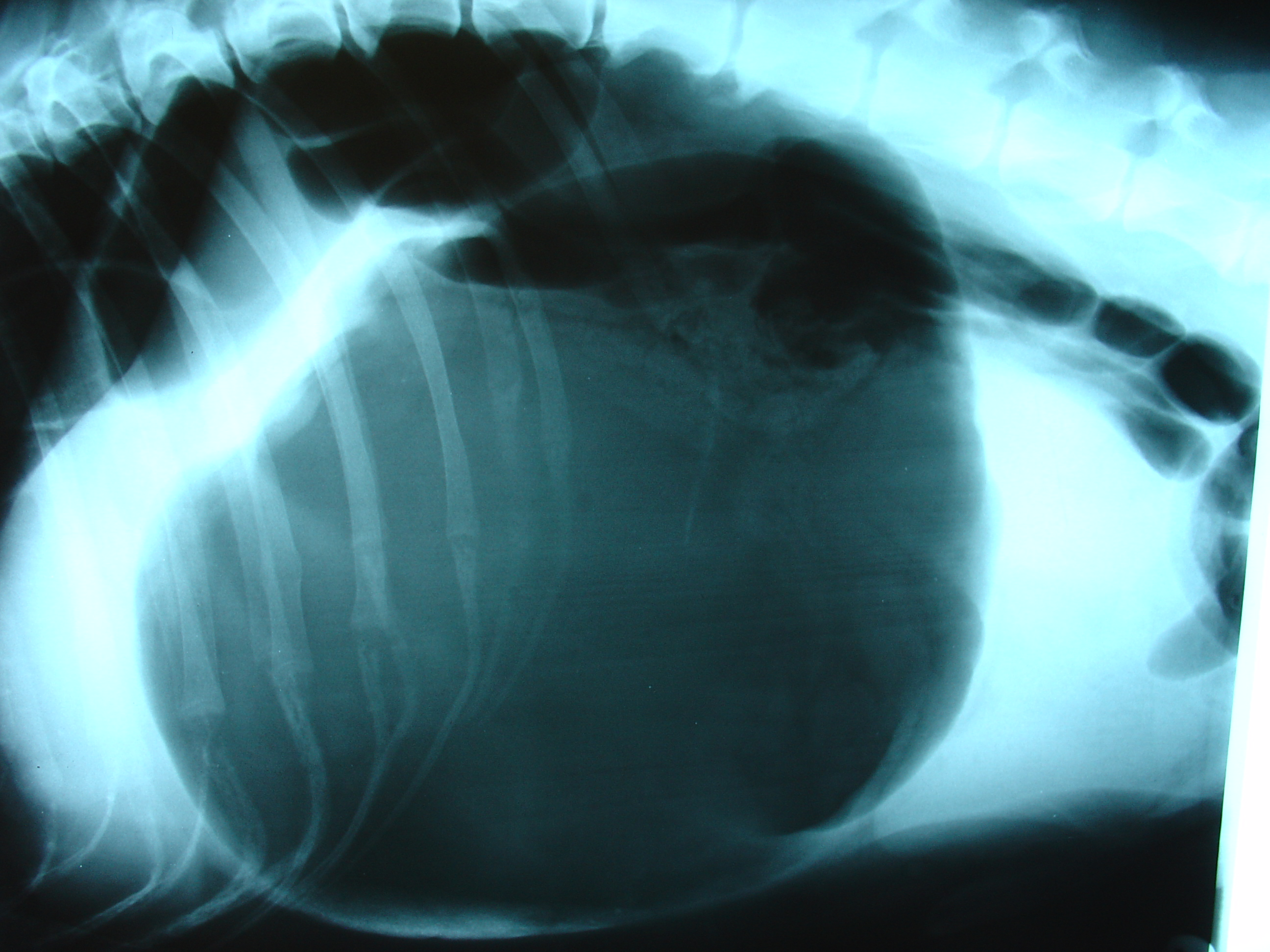
Radiografia di un cane con gonfiore gastrico. Notare la classica forma a "doppia bolla", che indica l'avvenimento della torsione dell'organo.

Risulta evidente che gioca un ruolo fondamentale anche la naturale predisposizione dell'individuo al fenomeno. Non è stato identificato un unico fattore scatenante e questa patologia continua a riconoscere molti fattori predisponenti oltre, come detto, alla conformazione fisica.
Sembra che siano maggiormente predisposti i cani che mangiano una sola volta al giorno o che comunque ingeriscono grosse quantità di cibo, soprattutto quello facilmente fermentabile (pasta, pane, riso, cereali, legumi), che bevono molta acqua durante o subito dopo il pasto, che mangiano con eccessiva velocità e voracità, ingurgitando quindi anche molta aria oltre al mangime e quelli che fanno intensa attività fisica a ridosso del pasto.

## Sintomi
I principali sintomi sono: deambulazione e nervosismo del cane, eventuale ricerca di spazi aperti ove respirare meglio, progressivo gonfiore del ventre, ripetuti tentativi infruttuosi di rigurgitare che si fanno progressivamente sempre più frequenti, lamenti, assunzione di posizioni con il ventre poggiato a terra nel tentativo di diminuire il dolore. Questi sintomi sono spesso associati a tachipnea, dispnea e mucose pallide. La diminuzione del ritorno venoso, della gittata cardiaca, della pressione arteriosa e l'eventuale shock ipovolemico sono causate dalla compressione della vena cava caudale.
L'endotossiemia, ipossiemia, l'acidosi metabolica e l'ipotensione predispongono a coagulazione intravascolare disseminata. Alla palpazione dell'addome è possibile apprezzare lo stomaco dilatato dalla quantità presente di gas, alla percussione è possibile apprezzare un suono timpanico prodotto dalle pareti gastriche enormemente dilatate. Al sondaggio esofageo dell'animale, è impossibile accedere allo stomaco svuotandolo del contenuto gassoso e questo è un segno importantissimo per distinguerlo dalla semplice dilatazione senza torsione.

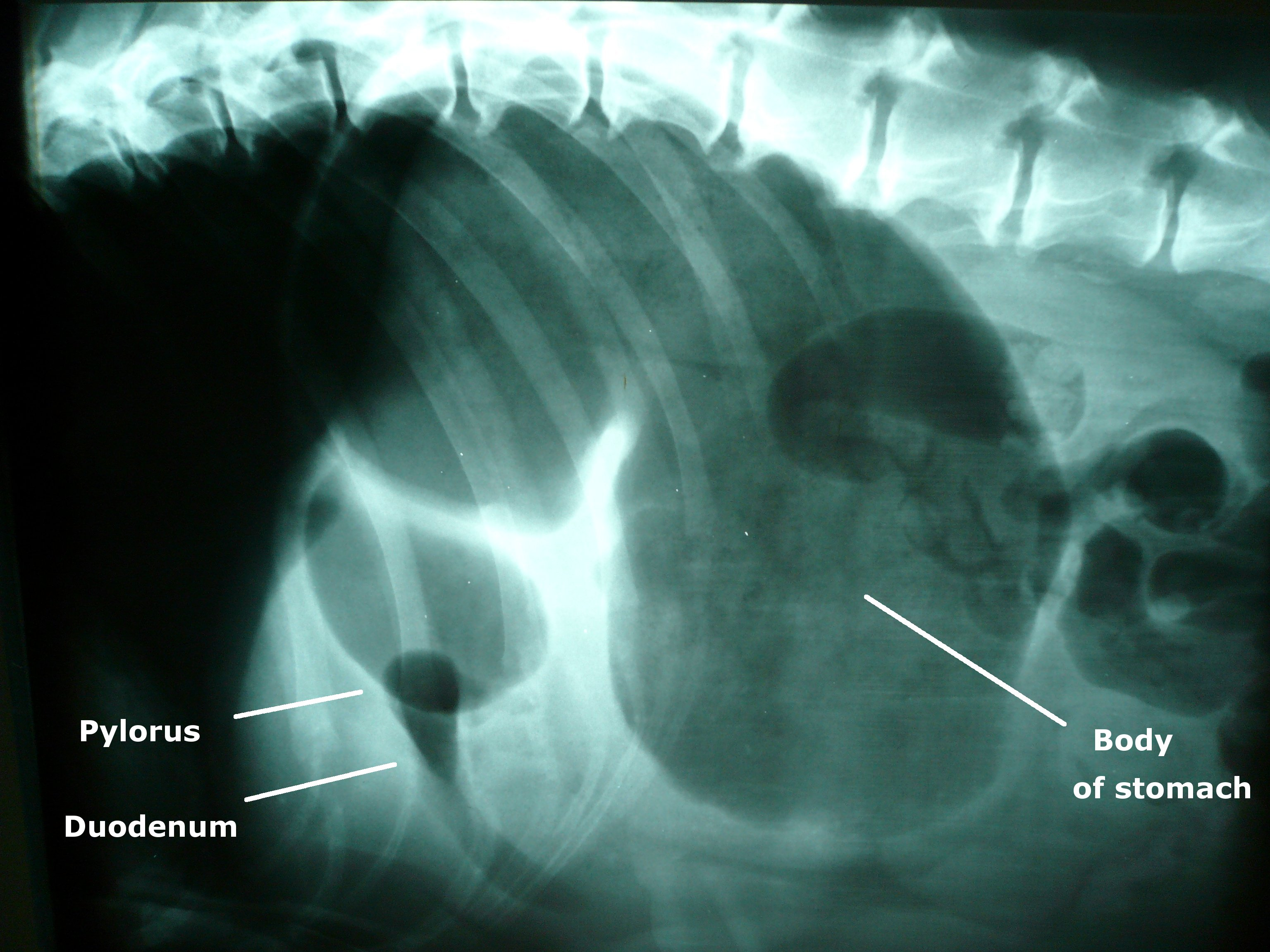
Radiografia di una dilatazione gastrica e torsione. L'ampia area scura è gas intrappolato nello stomaco. Il piloro ed il duodeno sono in una posizione abnormale cranialmente allo stomaco e sono separate da una chiusura nello stomaco, che dà l'aspetto di una "doppia bolla".

## Interventi possibili
Intervenire nelle primissime ore è determinante per salvare la vita all'animale.
L'unico intervento possibile consiste nel contattare immediatamente il medico veterinario informandolo sui fatti in modo che egli possa predisporre quanto occorre per eseguire l'operazione chirurgica. Il cane va portato dal veterinario con la massima celerità senza perdere inutilmente tempo.
Interventi tardivi (oltre le 2 o 3 ore dalla comparsa dei sintomi) possono comunque evitare la morte immediata del cane ma in questi casi il rischio di crisi successive (nei 3 o 5 giorni successivi) aumenta. L'intervento effettuato in anestesia generale con tecnica tradizionale a cielo aperto consiste nello svuotamento e riposizionamento dell'organo. Il colore naturale dell'organo ed il suo sanguinamento se indotto sono prognostici per la vita del cane in quanto indicano che non è intercorsa la necrosi dell'organo; si eseguono inoltre la splenectomia, vista l'abnorme congestione e molto probabile trombizzazione della milza che, essendo intimamente fissa allo stomaco, si sposta assieme a lui, e la gastropessi, ovvero la fissazione dello stomaco alla parete addominale grattando delicatamente la superficie dello stomaco e la parete addominale e unendo poi le due zone con punti riassorbibili: questo creerà un'aderenza che sarà d'ostacolo ad una successiva torsione. Agire quando il cane è estremamente gonfio, non riesce più a sollevarsi da solo e presenta le mucose cianotiche è un fattore prognostico negativo.

## Prevenzione
Vi sono alcuni consigli che secondo alcune teorie possono ridurre il rischio che si verifichi la torsione dello stomaco anche se la totale garanzia di evitare il problema non esiste:
- Nell'ora precedente al pasto e nelle due ore successive, evitare che il cane faccia eccessiva attività fisica, evitare che si agiti o si stressi, evitare movimenti rapidi ed improvvisi, evitare posizioni innaturali, capriole e rotolamenti, salti.
- Evitare grandi abbuffate di cibo o di acqua, il cane deve mangiare e bere varie volte al giorno ma in ciascuna volta deve ingerire scarse quantità di cibo e/o acqua.
- [CONSIGLIO DA RIVEDERE!] Posizionare le ciotole con cibo ed acqua leggermente rialzate dal terreno (circa 10–20 cm). Altri studi recenti in realtà affermano che ciotole rialzate, al contrario, aumentano il rischio di torsione dello stomaco.
- È bene osservare l'animale nell'ora successiva ai pasti principali evitando di dargli il cibo ed uscire lasciandolo solo in casa.
- Gastropessi preventiva: fissazione permanente dello stomaco alla parete addominale destra tramite induzione chirurgica.